# Yarala
Yarala — рід викопних ссавців, які нагадують сучасних бандикутів. Це були всеїдні тварини: Y. burchfieldi — з міоцену Австралії, Y. kida — з олігоцену Австралії.